# Ilıcaksu, Harmancık
Ilıcaksu là một xã thuộc huyện Harmancık, tỉnh Bursa, Thổ Nhĩ Kỳ. Dân số thời điểm năm 2011 là 69 người.